# Переноска для домашних животных

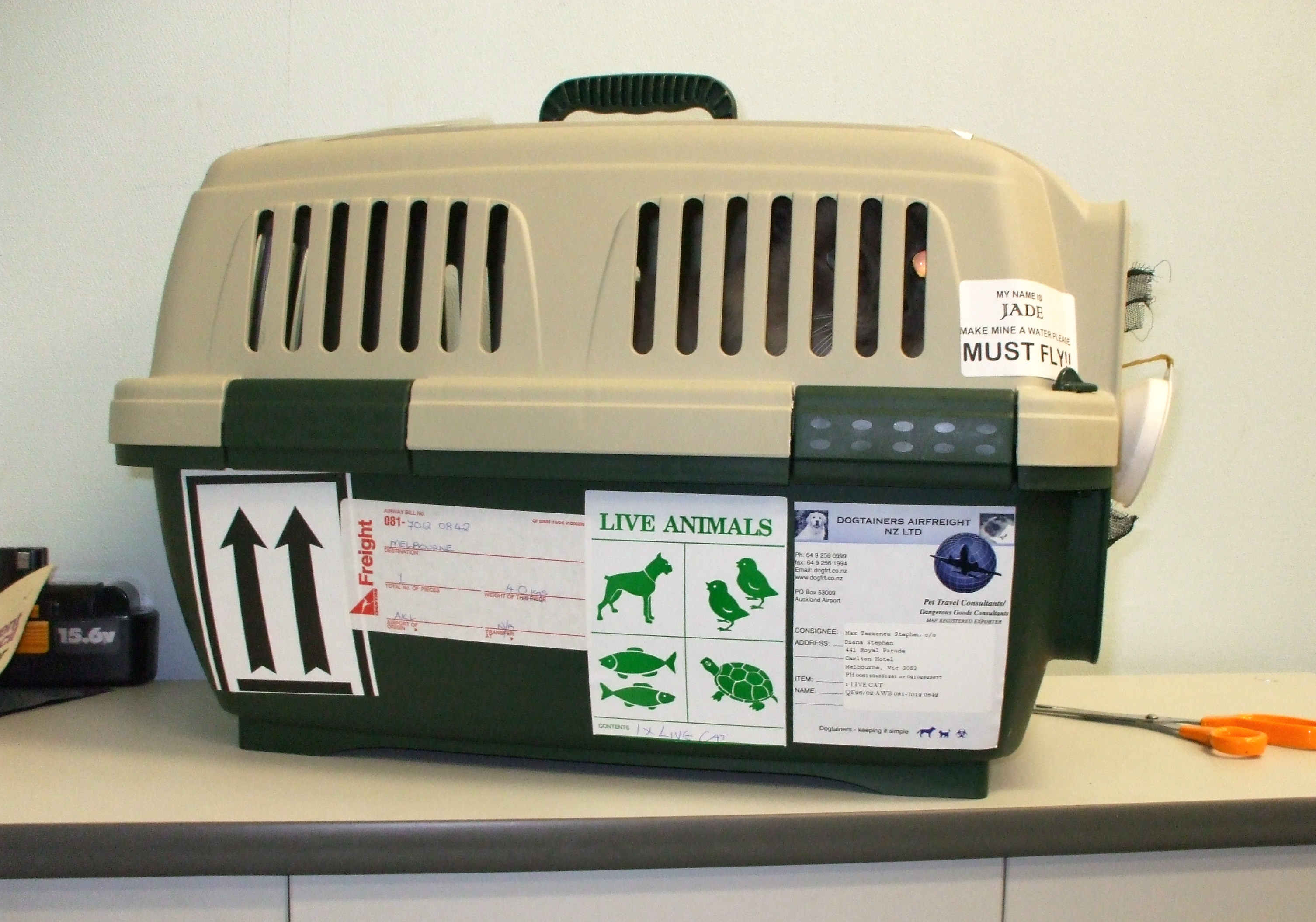
Переноска для собак для путешествий

Переноски для домашних животных — небольшие переносные коробки, ящики или клетки, используемые для перевозки мелких животных, таких как кошки, собачки, миниатюрные свиньи, хорьки, куры, морские свинки и т. д. из одного места в другое.
Двумя основными типами переносок являются с передней дверцей (обычно это жесткие пластиковые коробки с металлической дверцей, например, ящики для собак) и с верхней дверцей (обычно они больше похожи на клетки с откидной крышей), хотя есть с обеими дверцами одновременно и некоторые другие типы. У переноски обычно есть ручка сверху, хотя некоторые из них легче носить, обхватив руками.

## Стили
Существуют различные типы и конструкции переносок для домашних животных в зависимости от конкретных потребностей, например, для путешествий на самолёте или автомобиле, а также в зависимости от вида, веса и размера питомца.
- Авиаперевозки домашних животных

При путешествии на самолёте каждая авиакомпания имеет свои собственные спецификации и требования, чтобы обеспечить безопасное и комфортное путешествие с домашним животным и другими пассажирами. Некоторые авиакомпании разрешают путешественникам брать с собой домашних животных, если они удобно размещены в одобренной авиакомпанией переноске. Но даже в этом случае в салон самолёта допускаются только маленькие собачки и кошки; в противном случае они должны находиться в грузовом отсеке в специально разработанных ящиках, таких как ящики для собак .
Общее правило перевозки домашних животных в салоне самолёта заключается в том, что переноска должна помещаться под сиденьем спереди владельца и иметь водонепроницаемое дно. Кроме того, переноска должна быть достаточно большой, чтобы питомец мог развернуться, встать и лечь. Кроме того, переноска должен вентилироваться как минимум с трех сторон . Грузовые ящики или будки, должны иметь металлическую дверь, достаточно прочную, чтобы животное не могло её выгнуть каким-либо образом, на ней должно быть указано имя владельца и адрес, а также уведомление «Живое животное этой стороной вверх».
- Рюкзаки-переноски для домашних животных

Специальные рюкзаки подходят для пешей переноски небольших домашних животных. Они также удобны для пеших прогулок, шопинга, автомобильных поездок или визитов к ветеринару . В них есть хорошо вентилируемое, удобное отделение для питомца, обеспечивающее безопасное и приятное путешествие. Некоторые модели рюкзаков-переносок одобрены авиакомпаниями, поэтому их можно безопасно использовать во время перелетов.
Рюкзаки-переноски для домашних животных доступны в разных размерах, цветах, материалах и дизайнах. В некоторых есть дополнительные карманы, которые можно использовать для дополнительного хранения вещей. Большинство из таикх переносок предназначены для домашних животных, вес которых не превышает 5 кг. У них есть вентиляционные стороны и стороны с застёжками на молнии для удобства использования. Некоторые рюкзаки-переноски поставляются с колесами, что позволяет превратить рюкзак-переноску в роликовую сумку.
- Автокресла для домашних животных

Используются при поездках на автомобиле; их также называют автокреслами для домашних животных. Они обеспечивают безопасность домашнего животного и бывают разных размеров, цветов и дизайнов, чтобы поместиться на сиденье автомобиля. Разные размеры позволяют разместить маленьких или больших (до 12 кг) домашних животных. Их также часто можно использовать в качестве спального места для домашних животных дома или в отеле. Автокресла обычно изготавливаются из флиса и для комфорта набиваются пеной.
Для повышения безопасности и для более крупных домашних животных используются прочные ящики.
Существуют современные варианты ящиков, такие как Carrie NOWWe . В отличие от клеток, у них есть защитная сетка, которая избавляет питомца от стресса во время путешествия. Они также имеют легко открывающуюся крышку, для общения владельца с животным во время поездки.
- Мягкие переноски для домашних животных

- Сумки- переноски

Они предназначены для домашних животных весом не более 5,5 кг и бывают разных размеров, дизайна и цветов. У них обычно есть усиленный пол для безопасности питомца. Они оснащены вентиляционными отверстиями и окнами с опускающейся сеткой.

## Время в переноске
За исключением ночного времени суток и некоторых исключительных обстоятельств, животных не следует оставлять в переноске дольше пяти часов. Также не следует делать это слишком часто.